# National League (baseball)
 For alternative betydninger, se National League. (Se også artikler, som begynder med National League)
National League (eller mere formelt National League of Professional Baseball Clubs, ofte forkortet NL) er en af de to ligaer, der sammen med American League udgør Major League Baseball. Det er den ældste af ligaerne og betegnes derfor til tider the Senior Circuit.
Ligaen består af 16 hold, der er inddelt i 3 divisioner: East, Central og West. Vinderne af de tre divisioner samt den bedste toer går videre til Division Series, hvor der spilles bedst af fem kampe. Vinderne af Division Series møder derefter hinanden i Championship Series, hvor der spilles bedst af syv kampe. Når det bedste hold i hver liga er fundet, spilles World Series, som er årets finale mellem National og American League. Her spilles også bedst af syv kampe.
Ligaen blev startet i 1876 af 8 af de førende klubber i USA. Allerede det første år blev de to klubber dog udelukket, da de ikke ønskede at foretage lange rejser på tværs af landet. Det betød at man de næste par år kun havde 6 hold i ligaen. I de første år blev der desuden skiftet meget ud i de deltagende hold og antallet af hold i ligaen gik op og ned. I 1901 kom American League til verden, og i 1903 blev den første World Series spillet. Fra 1900 til 1953 var der fast 8 hold i ligaen, men siden da er antallet af hold blev forøget flere gange, så man nu er nået op på 16 hold.

## Nuværende hold i National League

### Eastern Division
- Atlanta Braves
- Miami Marlins
- New York Mets
- Philadelphia Phillies
- Washington Nationals

### Central Division
- Chicago Cubs
- Cincinnati Reds
- Houston Astros
- Milwaukee Brewers
- Pittsburgh Pirates
- St. Louis Cardinals

### Western Division
- Arizona Diamondbacks
- Colorado Rockies
- Los Angeles Dodgers
- San Diego Padres
- San Francisco Giants